# Blauer Leguan

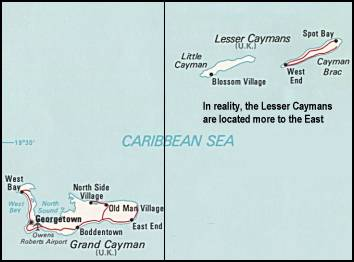
Die Insel Grand Cayman, der Lebensraum des Blauen Leguans.

Der Blaue Leguan (Cyclura lewisi), auch Grand-Cayman-Leguan genannt, ist ein Reptil aus der Gattung der Wirtelschwanzleguane (Cyclura). Die vom Aussterben bedrohte Art ist endemisch auf der Insel Grand Cayman, der größten der drei Kaimaninseln. Mit einer Population von weniger als 25 freilebenden Tieren gehörte der Leguan vor Beginn des Erhaltungszuchtprogramms zu den seltensten Tieren der Erde.

## Aussehen
Die Art erhielt ihren Namen wegen ihrer Haut, die sich mit zunehmendem Alter von Grau zu Bläulich verfärbt. Die Männchen haben eine dunkelgraue bis türkis-blaue Hautfarbe. Bei den weiblichen Tieren variiert die Farbe der Haut von Olivgrün bis Blassblau. Die Augen haben eine goldene Iris und eine rote Lederhaut. Die Leguane erreichen eine Kopfrumpflänge von 51 bis 76 cm und ein Gewicht von bis zu 14 Kilogramm. Die Körperlänge kann bis zu 150 cm betragen, davon fällt die Hälfte auf den Schwanz. Die Männchen sind rund ein Drittel größer als die Weibchen. Der Kamm kleiner Dornen auf dem Rücken der Tiere reicht vom Hals bis zur Schwanzspitze.

## Lebensweise
Die Art ernährt sich in erster Linie herbivor, also pflanzenfressend. Die Tiere verzehren Blätter, Blüten und Früchte von über 45 Pflanzenarten. Selten werden auch Insekten, Krebse, Schnecken und Pilze verspeist. Die Lebenserwartung in freier Wildbahn ist nicht bekannt. Es wird vermutet, dass die Tiere mehrere Jahrzehnte leben. Ein in Gefangenschaft lebender Leguan verstarb im Jahr 2004 in Texas im geschätzten Alter von 69 Jahren.

## Fortpflanzung
Die Paarung dauert in der Regel 30 bis 90 Sekunden. Rund sechs Wochen nach der Paarung legen die Weibchen in den Monaten Juni oder Juli zwischen 1 und 21 Eier in ihr Nest. Bei einer konstanten Temperatur von 32 °C benötigen die Embryos zirka 70 Tage bis zum Schlupf. Die Jungen erreichen im Alter von etwa zwei Jahren die Geschlechtsreife.

## Gefährdung
Der Rückgang der Art begann mit Ankunft des Menschen auf den Kaimaninseln. Die ersten Siedler schon genossen das Fleisch der Leguane. Hinzu kam, dass die mitgebrachten Schweine, Katzen und Hunde die Echsen von der Küstenregion ins Landesinnere verdrängten. Die Reptilien kannten Hunde und Katzen nicht als natürliche Feinde, deshalb endete die erste Begegnung mit diesen Tieren häufig verhängnisvoll für die Leguane. Weiterhin führten Landwirtschaft, Straßen- und Siedlungsbau zur Zerstörung ihres natürlichen Lebensraums. Auf der Roten Liste der IUCN wird die Art als „vom Aussterben bedroht“ geführt.
Seit 1990 gibt es internationale Rettungsbemühungen zur Erhaltung der Leguane. Inzwischen wurden ab 2004 insgesamt 219 in Gefangenschaft gezüchtete Leguane im Salinas Naturreservat auf den Kaimaninseln freigelassen. Es gab aber auch Rückschläge: Im Jahr 2008 fand man auf der Insel sechs getötete Tiere.